# Hybomyia oliveri
Hybomyia oliveri är en tvåvingeart som beskrevs av Adrian R.Plant 1995. Hybomyia oliveri ingår i släktet Hybomyia och familjen dansflugor. Inga underarter finns listade i Catalogue of Life.